# Władysław Pawlak
Władysław Pawlak (Moszczanka, 27 giugno 1932 – Varsavia, 24 giugno 1999) è stato un cestista e allenatore di pallacanestro polacco.

## Carriera
Con la Polonia ha disputato quattro edizioni dei Campionati europei (1955, 1957, 1959, 1961).

## Palmarès

### Giocatore
- Campionato polacco: 5

Legia Varsavia: 1955-56, 1956-57, 1959-60, 1960-61, 1962-63